# Oryza longiglumis
Espèce
Oryza longiglumis est une espèce de plantes monocotylédones de la famille des Poaceae, sous-famille des Oryzoideae, originaire de l'Asie tropicale. 
Ce sont des plantes herbacées vivaces, cespiteuses, aux tiges (chaumes) dressées, pouvant atteindre 60 à 120 cm de long. L'inflorescence est une panicule contractée.
Cette espèce de riz sauvage tétraploïde (2n=48), au génome de type HHJJ, fait partie du pool génique tertiaire du riz. Elle présente des caractères de résistance à des maladies comme la pyriculariose (ou blast) et la nielle bactérienne (ou bacterial blight) qui sont économiquement important.